# Territoire non organisé de Cochrane Sud-Ouest
Le Territoire non organisé de Cochrane Sud-Ouest est un territoire non érigé en municipalité de la province canadienne d'Ontario constitué d'une petite partie du district de Cochrane située au sud et à l'ouest de Black River-Matheson, à l'est de Timmins et au nord du territoire non organisé de Timiskaming Ouest (district de Timiskaming). Il est inhabité de manière permanente et est traversé par peu de routes ; les plus importantes étant Gibson Lake Road et Watabeag Lake Road. 
D'une superficie de 553,71 kilomètres carrés, le territoire non organisé de Cochrane Sud-Ouest comprend le parc provincial Wildgoose Outwash Deposit. 

## Démographie
Population : 
- Population en 2021 :
- Population en 2016 : 0
- Population en 2011 : 0
- Population en 2006 : 0
- Population en 2001 : 0
- Population en 1996 : 2
- Population en 1991 : 0